# Ibn Bibi
 Ibn Bibi  était un historiographe persan et l'auteur de la principale source de l'histoire du sultanat seldjoukide de Roum au XIIIe siècle. Il était chef de la chancellerie du Sultanat à Konya. Ses mémoires couvrent une période d’environ un siècle, entre 1192 et 1280.

## Œuvres
Seljukname est l’œuvre principale de Ibn Bibi. Un seul manuscrit, produit pour Kay Khusraw III existe de nos jours.  Des adaptations variées ont été produites en persan et en turque ottoman.